# Domingo López de Castro y Pinilla
Domingo López de Castro y Pinilla (1803-1864) fue un político español, diputado a Cortes durante el reinado de Isabel II.

## Biografía
Nacido el 7 o el 17 de abril de 1803 en la localidad guadalajareña de Sigüenza, era hijo del liberal José López Juana Pinilla. Muy joven participó en la guerra de la Independencia formando parte del batallón voluntario de Guadalajara. En 1820 fue colocado en la Secretaría de las Cortes, en 1825 fue nombrado oficial de la contaduría de rentas de Cádiz, en 1827 contador de la fábrica de cigarros de Valencia y en 1829 y 1832 en la de Madrid. Desempeñó desde la década de 1830 hasta 1843 las intendencias de Toledo, Valencia, Córdoba, Murcia, Málaga, Granada y Cádiz. Más adelante ocupó el cargo de director general de Contribuciones. De inclinación liberal, formó parte de la Milicia Nacional de Madrid y fue diputado a Cortes por la provincia de Guadalajara en las Cortes constituyentes de 1854. Falleció en abril de 1864.